# Ljustjärnen (Våmhus socken, Dalarna)
Ljustjärnen är en sjö i Mora kommun i Dalarna och ingår i Dalälvens huvudavrinningsområde.